# 파슈파티 인장
파슈파티 인장 또는 마하요기 인장, 원시 시바 인장은 인더스 문명의 주요 도시 유적지인 모헨조다로 (현재의 파키스탄)에서 1928년 또는 1929년 발굴 중에 발견된 동물성 지방석 인장이다. 당시 이 지역은 인도 제국의 지배를 받고 있었다. 발굴은 보존 및 발굴을 담당하는 공식 기관인 인도 고고학 조사국에서 수행했다. 이 인장은 앉아있는 형상을 묘사하는데, 아마도 세 머리일 것으로 보인다. 앉아있는 형상은 남근상일 것으로 생각되었지만, 많은 이들이 이 해석에 의문을 제기했다. 그러나 인더스 문명 전문가 조너선 마크 케노이어는 2003년 출판물에서 여전히 이 견해를 유지했다. 남자는 뿔 달린 머리 장식을 하고 있으며 동물들에게 둘러싸여 있다. 그는 뿔 달린 신을 나타낼 수도 있다.
이것은 인더스 문명에서 발견된 수천 개의 인장 중에서 가장 복잡한 디자인 중 하나이며, 주요하고 가장 큰 요소로 사람 형상을 가지고 있다는 점에서 특이하다. 대부분의 인더스 인장들은 동물 형상을 가졌기 때문이다. 이것은 힌두교 신 시바에 대한 가장 초기 묘사 중 하나라고 주장되어 왔다—"파슈파티"(동물의 주인)는 그의 별칭 중 하나이거나 "원시 시바" 신이라는 것이다.
파슈파티 인장의 요소 조합은 독특하지만, 그 중 일부를 가진 다른 인더스 인장들이 있다. 또 다른 모헨조다로 (발굴 번호 DK 12050)에서 발견되어 현재 이슬라마바드에 있는 인장은 요가 자세로 왕좌에 앉아 팔에 팔찌를 찬 나체에 세 얼굴의 뿔 달린 신을 묘사한다. 이 경우 동물은 묘사되지 않으며, 수염이 있는 것처럼 보임에도 불구하고 형상의 성별에 대해 논란이 있다.
파슈파티 인장은 독립 이전에 다른 모헨조다로 발굴 유물들과 함께 뉴델리 국립박물관으로 옮겨졌다. 이 유물들은 미래의 국립박물관을 위해 보존되었고, 1949년에 최종적으로 설립되었다. 그리고 이 인장은 1947년 인도의 분할 시 인도 자치령에 배정되었다.

## 발견 및 묘사

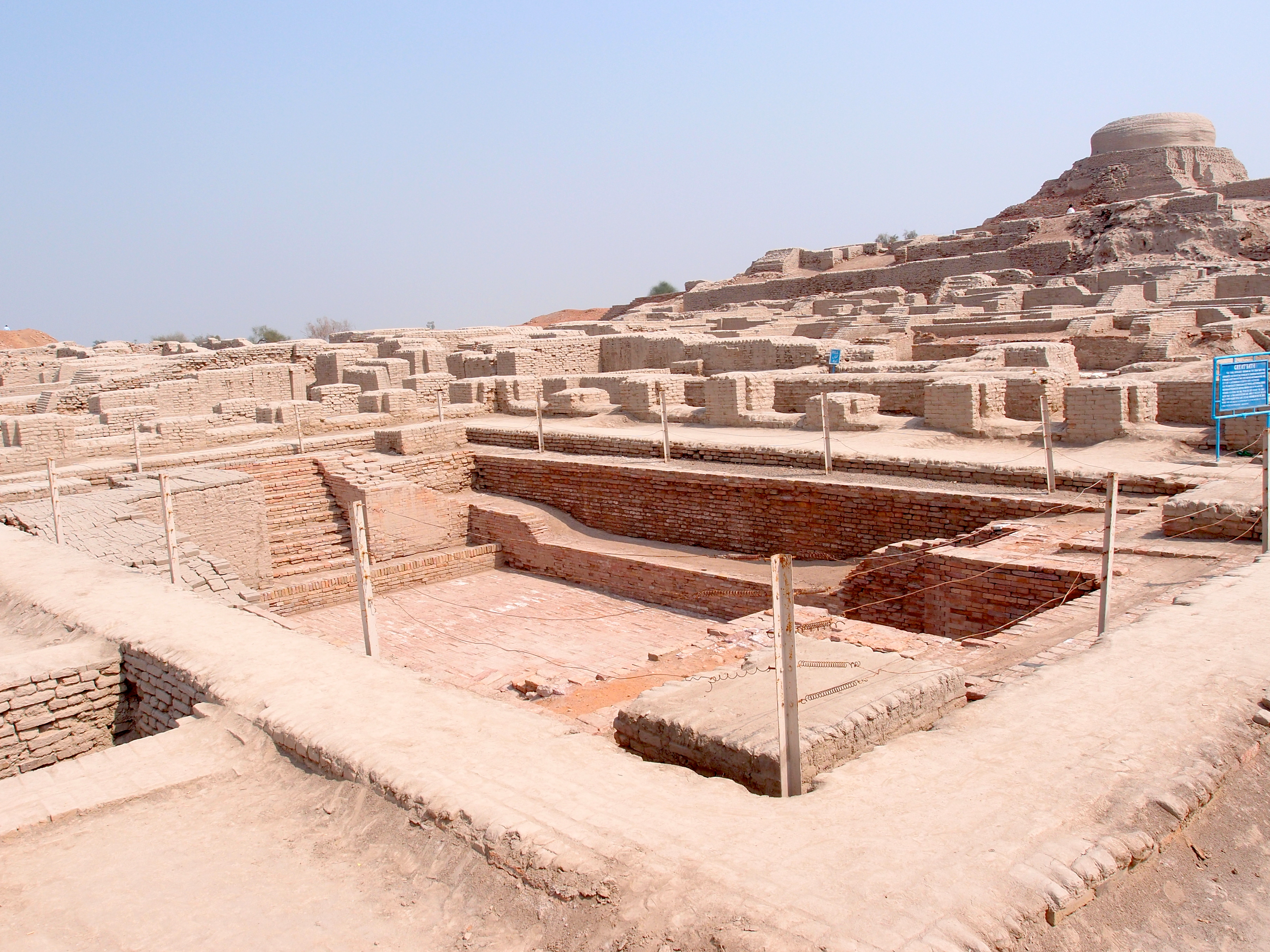
모헨조다로 발굴 현장의 모습. 인장이 발견된 DK-G 지역은 전경에 보이는 대욕장의 북동쪽에 위치한다.

인장은 1928년 또는 1929년에 모헨조다로의 DK-G 지역 남부 구역 1블록에서 지표면 3.9m 깊이에서 발견되었다. 모헨조다로 발굴을 지휘했던 어니스트 J. H. 매케이는 1937~1938년 보고서에서 인장을 중간 I 시대 (현재는 기원전 2350~2000년경에 해당한다고 여겨짐)로 연대를 지정했는데, 이 보고서에서 인장은 420번으로 번호가 매겨져 대체 이름을 얻었다.
인장은 동물성 지방석에 조각되었으며, 크기는 가로 3.56 cm, 세로 3.53 cm, 두께 7.6 mm이다. 중앙에는 받침대에 앉아 정면을 바라보는 사람 형상이 있다. 형상의 다리는 무릎에서 구부러져 발꿈치가 닿고 발가락은 아래를 향한다. 팔은 바깥쪽으로 뻗어 무릎에 가볍게 얹혀 있으며, 엄지손가락은 몸에서 바깥쪽을 향한다. 여덟 개의 작은 팔찌와 세 개의 큰 팔찌가 팔을 덮고 있다. 가슴은 목걸이처럼 보이는 것으로 덮여 있으며, 허리에는 이중 띠가 감겨 있다. 형상은 중앙에 부채꼴 모양의 구조물이 있고 양쪽에 두 개의 크고 줄무늬가 있는 뿔이 있는 높고 정교한 머리 장식을 착용하고 있다. 사람 형상은 네 마리의 야생 동물로 둘러싸여 있는데, 한쪽에는 코끼리와 호랑이가 있고, 다른 쪽에는 아시아물소와 인도코뿔소가 있다. 받침대 아래에는 두 마리의 사슴 또는 산양이 뒤를 돌아보고 있으며, 그들의 구부러진 뿔이 거의 중앙에서 만난다. 인장 상단에는 일곱 개의 인더스 문자 기호가 있으며, 마지막 기호는 수평 공간 부족으로 인해 아래로 밀려난 것으로 보인다.

## 발굴 이후의 역사

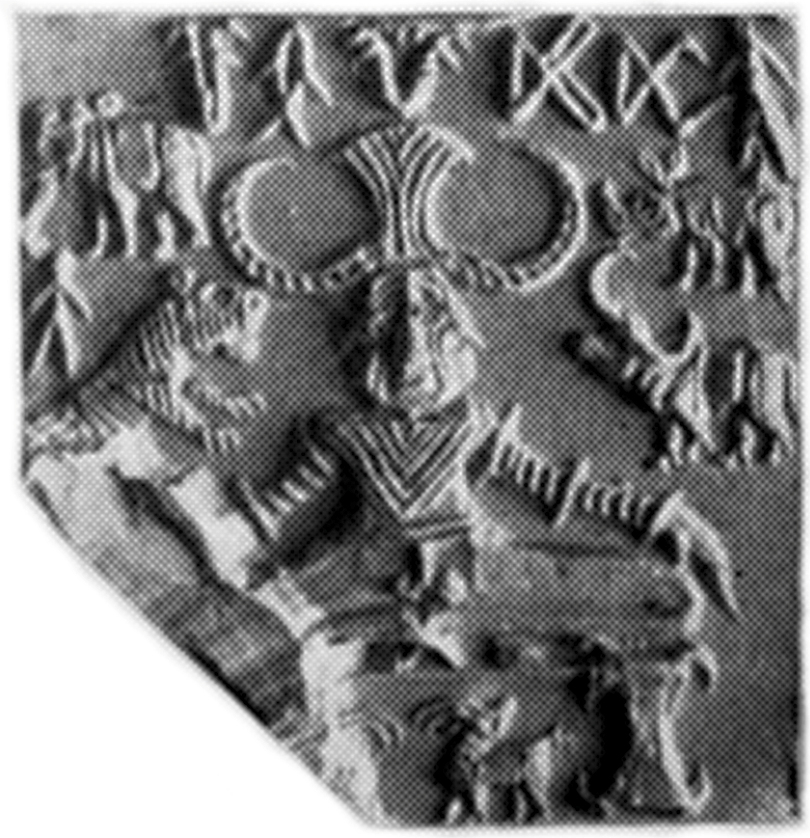
동물성 지방석 인장에서 찍어낸 인장

모헨조다로에서 발견된 유물들은 처음에는 라호르 국립박물관에 보관되었으나, 이후 뉴델리의 ASI 본부로 옮겨졌다. 이곳에서는 인도 제국의 새로운 수도를 위한 새로운 "중앙 제국 박물관"이 계획되고 있었고, 적어도 일부 유물은 전시될 예정이었다. 인도 독립운동이 다가오고 있다는 것이 분명해졌지만, 인도의 분할은 과정 후반까지 예상되지 않았다. 새로운 파키스탄 당국은 자신들의 영토에서 발굴된 하라파 유물들의 반환을 요청했으나, 인도 당국은 거부했다. 결국, 총 12,000여 점의 유물 (대부분 도자기 파편)이 양국에 균등하게 분할되는 협정이 체결되었다. 어떤 경우에는 이것이 매우 문자적으로 받아들여져, 일부 목걸이나 허리띠의 구슬이 두 더미로 나뉘기도 했다. "가장 유명한 두 조각상"의 경우, 파키스탄은 이른바 사제왕상을 요청하여 받았고, 인도는 훨씬 작은 춤추는 소녀상과 파슈파티 인장을 보유했다.

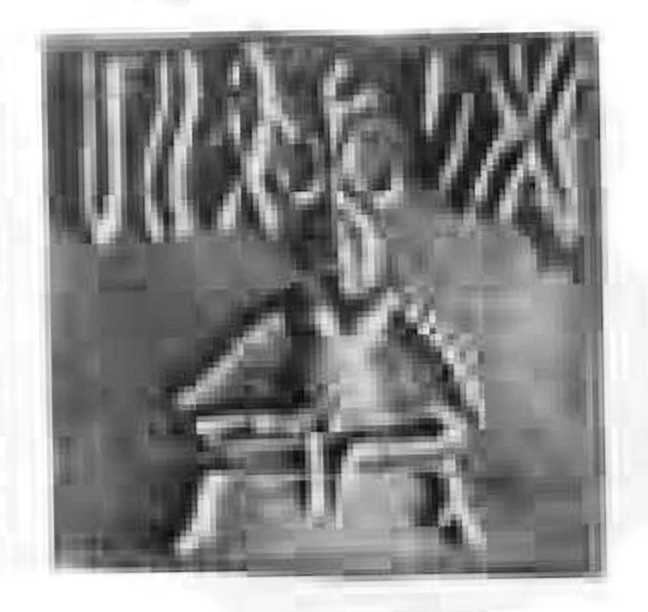
모헨조다로, 좌상 222
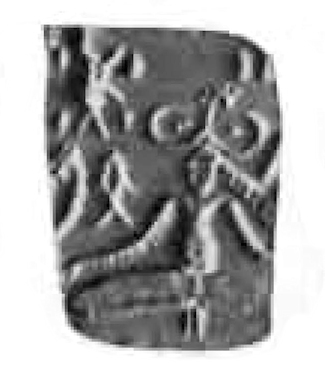
모헨조다로, 좌상 235

## 해석

### 마셜의 원시 시바와 동일시
인장의 도상학에 대한 최초의 설명과 분석은 인도 고고학 조사국의 국장을 지내며 인더스 계곡 유적지 발굴을 이끌었던 고고학자 존 마셜에 의해 이루어졌다. 그는 위에서 설명한 인장의 일반적인 특징 외에도 중앙 인물이 세 얼굴을 가진 남신이며, 뒤쪽에 네 번째 얼굴이 있을 가능성이 있고, 남근상이라고 보았다. 다만 노출된 남근처럼 보이는 것이 허리띠에서 늘어진 술일 수도 있다고 인정했다. 가장 중요한 것은 그가 이 인장을 힌두교 신 시바의 초기 원형으로 규명했다는 점이다—"파슈파티"(동물의 주인)는 시바의 별칭 중 하나이며, 또는 "원시 시바" 신이라는 것이다. 1928~29년 출판물에서 마셜은 이 규명을 위한 자신의 이유를 다음과 같이 요약했다.
나의 규명 이유는 네 가지다. 첫째, 형상은 세 얼굴을 가지고 있으며, 시바가 세 얼굴뿐만 아니라 더 흔한 다섯 얼굴로 묘사되었다는 것을 증명하는 풍부한 예시들이 있다. 둘째, 머리에는 황소의 뿔이 씌워져 있고, 트리슐라는 시바의 특징적인 상징이다. 셋째, 형상은 전형적인 요가 자세를 취하고 있으며, 시바는 요기의 왕인 마하요기(mahāyogi)로 간주되었고 지금도 그렇다. 넷째, 그는 동물들에게 둘러싸여 있으며, 시바는 동물의 주인이자 뛰어난 "동물의 왕"(파슈파티)이다—베다어 "파슈"의 의미에 따르면 야생 정글 동물들뿐만 아니라 가축들도 포함한다.

나중에 1931년에 그는 링감 형태의 남근과 시바가 연관되어 있다는 사실과 중세 미술에서 시바가 사슴이나 산양과 함께 그려져 있는데, 이 인장의 왕좌 아래에도 사슴이나 산양이 보인다는 점을 포함하여 그의 이유를 확장했다. 마셜의 인더스 문명 종교, 특히 파슈파티 인장에 대한 분석은 매우 영향력이 있었고, 적어도 다음 두 세대 동안 널리 받아들여졌다. 이에 대해 상당한 이견을 가졌던 허버트 설리번도 1964년 마셜의 분석이 "거의 보편적으로 받아들여졌고 힌두교의 역사적 발전에 대한 학문적 이해에 큰 영향을 미쳤다"고 인정했다.
1976년에 도리스 스리니바산은 마셜의 해석을 비판하는 기사를 시작하며 다음과 같이 언급했다. "인장의 도상학에 대해 어떤 입장을 취하든, 항상 마셜의 해석이 서론으로 제시된다. 대체적으로 인장의 원시-Śiva적 성격은 받아들여져 왔다." 토머스 맥이벌리는 마셜의 의견에 동조하며, 중앙 인물이 하타 요가 자세인 물라반다아사나를 취하고 있다고 언급하며, 칼파 수트라의 "발꿈치를 맞대고 웅크린 자세"에 대한 묘사를 인용했다. 이 자세는 무한한 지식(케발라)을 얻기 위한 명상과 단식에 사용된다.
알프 힐테바이텔은 2011년에 마셜의 분석 이후 "인더스 문명 종교를 해석하려는 거의 모든 노력이 [파슈파티 인장] 인물을 중심으로 논의를 전개했다"고 언급했다. 이 인장에 대해 많은 논의가 있었다. 마셜의 연구가 일부 지지를 얻었지만, 많은 비판론자들과 심지어 지지자들조차 몇 가지 이의를 제기했다.
허버트 설리번은 소위 발기한 남근이 사실은 허리띠나 띠의 늘어진 끝을 나타내며, 이는 의심할 여지 없이 여성 테라코타 조각상에서 발견되는 특징이고, DK 12050(위에서 언급됨)을 포함한 다른 인장에서도 모호한 특징임을 근거로 인물을 여성 여신으로 해석했다. 마셜 자신도 이것이 가능하다고 인정했다. 테라코타에서 남성은 항상 나체이며, 게다가 파슈파티 인장에 착용한 장신구는 남성 테라코타보다는 여성 테라코타의 특징이다.

### 도리스 스리니바산의 재해석

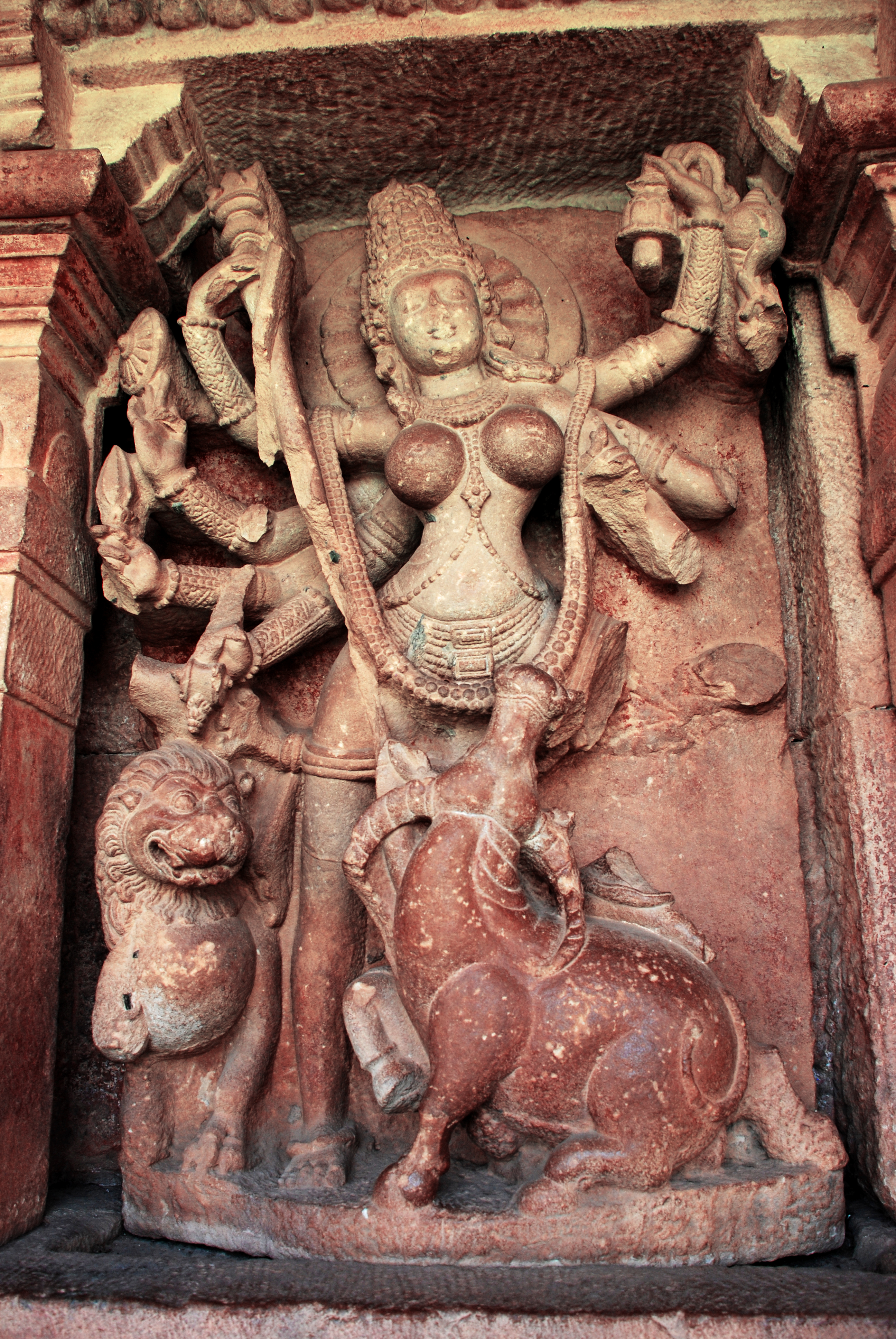
여신 두르가에게 살해당하는 황소 악마 마히샤수라. 두르가 사원 (아이홀)

인도학 교수인 도리스 스리니바산은 마셜의 해석에 이의를 제기하고, 인물에 대한 해석을 제시했다. 그녀는 측면 돌출부가 얼굴이 아니라 소와 같은 귀일 수 있다고 가정했는데, 이는 이미 설리번과 다른 학자들이 제안했던 바이다. 1975년 또는 1976년에 그녀는 학술지 《아시아 미술 기록》에 '모헨조다로의 소위 원시 시바 인장: 도상학적 평가'라는 제목의 논문을 발표했다. 1997년에는 《많은 머리, 팔, 눈: 인도 미술에서 다중성의 기원, 의미, 형태》라는 책에서 자신의 견해를 다시 한번 강조했다.
그녀에 따르면, 두 개의 추가 얼굴은 귀로 재해석될 수 있으며, 중앙 얼굴은 지배적인 소과 동물의 특징을 가지고 있다. 그녀는 인장 420의 중앙 인물과 모헨조다로의 뿔 달린 가면, 칼리방간의 테라코타 황소, 코트 디지의 고고학 유적지에서 발견된 물병에 묘사된 뿔 달린 신과 같은 인더스 문명의 다른 유물들 간의 유사점을 찾아냈다. 또한 그녀는 인물의 요가 자세가 다른 여러 인장과 인장에서 반복되며, 일부는 그 인물이 숭배를 받는다는 것을 보여준다고 언급했다. 이러한 관찰을 바탕으로 그녀는 인장 420의 인물이 신성한 황소-인간일 수 있다고 제안한다.

### 드라비다어 해석
인더스 문명을 베다 시대보다는 드라비다인 맥락과 연관시킨다고 보는 학자들은 다른 해석을 제시했다. 다모다르 다르마난다 코삼비가 1962년에 언급한 것을 확장하여, 알프 힐테바이텔은 뿔 달린 인물이 힌두 여신 두르가의 황소 악마 적수인 마히샤수라의 원형일 수 있다고 보았다. 그는 또한 인장에 묘사된 호랑이가 힌두 판테온에서 호랑이 (또는 사자)를 타고 있는 것으로 자주 묘사되는 여신 두르가와 관련될 수 있다고 주장했다. 그는 또한 주변 동물들이 네 방위 신들의 바하나 (탈것, 이동 수단)를 나타낼 수 있다고 제안했다.
마셜의 묘사에는 "머리에는 황소의 뿔이 씌워져 있다"고 되어 있었으나, 힐테바이텔은 그 인물이 황소의 뿔과는 매우 다른 황소의 뿔을 가지고 있으며, 두 종에 익숙한 IVC 사람들은 두 종을 혼동하지 않았을 것이라고 강조한다. "황소의 뿔을 가진 '원시 시바'는 시바와 그의 바하나 또는 탈것인 난딘과의 연관성을 예시하는 것으로 상상할 수 있다. 그러나 황소의 뿔을 가진 '원시 시바'는 신뢰성을 유지하기 위해 너무 많은 설명이 필요할 것이다."
미국 고고학자 월터 페어서비스는 자신이 드라비다어 비문이라고 생각하는 것을 번역하려고 시도했으며, 이 인장이 동물로 표현된 네 씨족의 최고 족장인 아니와 동일시될 수 있다고 보았다. 핀란드 인도학자 아스코 파르폴라는 요가 자세가 원시 엘람어에서 앉아있는 황소를 표현하는 방식의 모방일 수 있다고 제안했다. 그는 자신이 드라비다어의 초기 형태라고 생각하는 비문을 번역하려고 시도했으며, 그 인물이 수생 신의 하인을 나타낸다는 것을 발견했다. 그는 인장에 묘사된 동물들이 인더스 종교에서 두드러지는 수생 주제와 관련될 수 있는 힌두 신 바루나와 가장 잘 일치한다고 본다.

### 베다어 해석

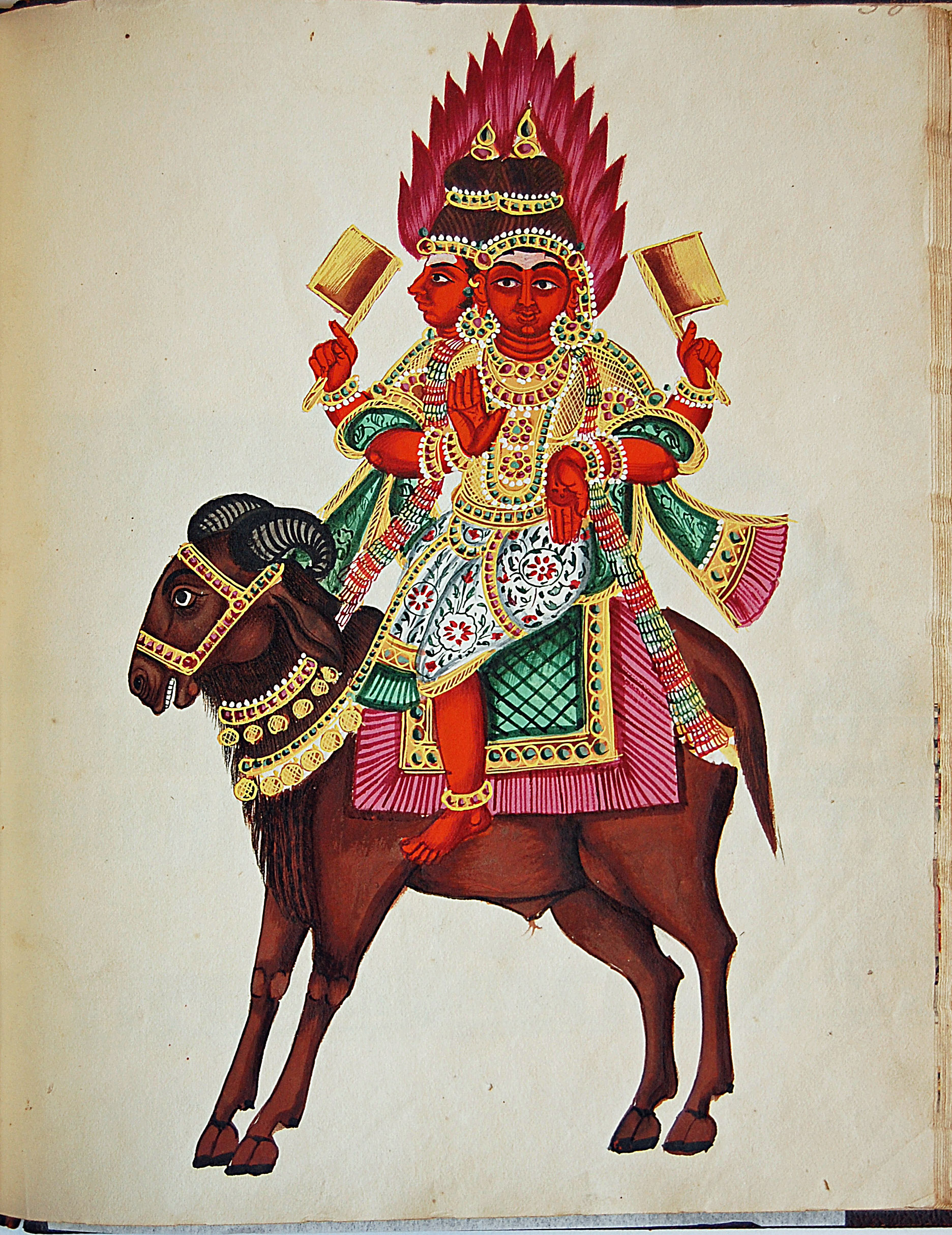
아그니는 불의 신이며, 베다에서 중요한 신이다

M.V.N. 크리슈나 라오는 그 인물을 힌두 신 인드라와 동일시했다. 그는 호랑이가 다른 동물들보다 훨씬 크기 때문에 무시할 수 있고, 두 마리의 사슴도 탁자 아래에 앉아 있었기 때문에 무시할 수 있다고 주장했다. 그런 다음 그는 각 동물의 첫 음소와 '나라'라는 단어(남자라는 의미)를 결합하여 인드라의 별칭인 '마카나사나'라는 용어를 도출했다.

### 확인 불가능
일부 21세기 학자들은 해석에 신중을 기할 것을 촉구했다. 미국 인도학자 웬디 도니거는 2011년에 "수 세대의 학자들이" 마셜의 제안을 받아들였고, 인장의 인물과 후기 힌두 시바 이미지 사이에 "일반적인 유사성"이 있었으며, 인더스 사람들이 "신성한 남근의 상징주의"를 가질 수 있었지만, 그럼에도 "우리는 그것을 알 수 없으며, 인더스 이미지가 힌두 이미지의 원천이거나 같은 의미를 가졌다는 것을 의미하지는 않는다."고 썼다. 종교학자 제프리 새뮤얼은 여러 해석이 "분명히 모두 옳을 수는 없다"고 썼다. 더욱이 해석들 사이에서 선택할 명확한 방법이 없었고, 인더스 계곡의 종교적 관행에 대해 확실하게 알려진 것이 거의 없었기 때문에, "요가 또는 '탄트라' 관행에 대한 증거는 후기 관행을 자료에 대입하는 것에 너무 의존적이어서 [그러한] 관행의 역사를 구성하는 데 거의 또는 전혀 유용하지 않다."고 했다.

## 같이 보기
- 군데스트룹 가마솥
- 케르눈노스
- 구타사가

## 더 읽어보기
- McIntosh, Jane (2001). 《A Peaceful Realm: The Rise And Fall of the Indus Civilization》. Boulder: Westview Press. ISBN 0-8133-3532-9.
- McIntosh, Jane (2008). 〈Religion and ideology〉. 《The Ancient Indus Valley: New Perspectives》. ABC-CLIO. ISBN 978-1-57607-907-2.
- Thapar, Romila (2004). 《Early India: From the Origins to AD 1300》. University of California Press. ISBN 978-0-520-24225-8.
- Witzel, Michael (February 2000). 《The Languages of Harappa》 (PDF). 《Electronic Journal of Vedic Studies》.
- Wright, Rita P. (2010). 《The Ancient Indus: Urbanism, Economy, and Society》. Cambridge University Press. ISBN 978-0-521-57219-4.